# Miotacz ognia ROKS-3
ROKS-3 (ros. РОКС-3, od Ранцевый Огнемёт Клюева-Сергеева, Rancewyj Ogniomiot Klujewa-Siergiejewa) – radziecki plecakowy miotacz ognia.

## Historia
W 1940 roku w ZSRR powstał prototyp nowego miotacza ognia oznaczonego jako ROKS-1. Próby nowego miotacza wykazały jednak dużą zawodność zastosowanego mechanizmu zapłonu (specjalny nabój zapalał pakuły, od których zapalała się mieszanka zapalająca).
Efektem rozwoju ROKS-1, poprzez ROKS-2, stał się ROKS-3, który stał się standardowym typem plecakowego miotacza ognia Armii Czerwonej w czasie II wojny światowej. W każdym pułku piechoty w początkowym okresie wojny powinien znajdować się pluton posiadający 20 miotaczy. Od 1942 roku formowano także samodzielne kompanie miotaczy płomieni (183 żołnierzy, 120 miotaczy ROKS-3 w trzech plutonach), a od 1943 roku samodzielne bataliony miotaczy płomieni składające się z dwóch kompanii miotaczy i kompanii transportowej (390 ludzi, 240 miotaczy).
Od 1944 roku miotacze ognia ROKS-3 znajdowały się na uzbrojeniu ludowego Wojska Polskiego. Z powodzeniem były wykorzystywane przez żołnierzy 2 Pomorskiego batalionu miotaczy ognia w toku walk. W 1952 uruchomiono produkcję licencyjną. W sumie  w Polsce w latach 1952–1955 wyprodukowano 3049 miotaczy ognia. Plecakowe miotacze ognia ROKS-3 zostały zastąpione w latach pięćdziesiątych przez miotacze ognia LPO-50.

## Opis techniczny
Głównymi częściami miotacza ognia ROKS-3 były:
- zbiornik mieszanki zapalającej o pojemności 10,7 litra (ciśnienie robocze 15–17 at.)[1],
- butla na sprężone powietrze o pojemności 1,3 litra (ciśnienie robocze 150 atm.)[1],
- reduktor zmniejszający ciśnienie powietrza dostarczanego z butli do zbiornika mieszanki zapalającej[1],
- wąż o średnicy ~17 mm i długości 1,2 m łączący zbiornik mieszanki zapalającej z prądownicą,
- prądownica (w kształcie karabinka).

Mieszanina zapalająca składała się z ropy naftowej (50%), nafty (25%) i benzyny (25%), stosowano także olej napędowy lub benzynę zagęszczoną proszkiem o symbolu OP-2 (mieszanina soli glinowych kwasów naftalenowych).
Naciśnięcie spustu powodowało otwarcie zaworu w prądownicy, przez który wydostawała się pod ciśnieniem sprężonego powietrza mieszanka zapalająca. Jednocześnie uderzenie iglicy w spłonkę naboju zapalającego powodowało zapłon mieszanki zapalającej.

## Dane taktyczno-techniczne
| Wzór                                                           | ROKS-3 |
| Zasięg miotania (m)                                            | 30–35  |
| Ilość krótkich strzałów                                        | 6–8    |
| Czas długiego strzału powodującego opróżnienie zbiornika (s)   | 3–4    |
| Masa miotacza z pełnym zbiornikiem mieszaniny zapalającej (kg) | 23,2   |
| Masa miotacza z pustym zbiornikiem mieszaniny zapalającej (kg) | 14,7   |